# ۶۵۶ (میلادی)
۶۵۶ (میلادی) ششصد و پنجاه و ششمین سال تقویم میلادی است.

## رویدادها[۱]
بر اساس مکان
اروپا
- ۱ فوریه - پادشاه زیگبرت سوم اوسترازیا، در سن ۲۵ سالگی، پس از ۲۲ سال سلطنت درگذشت. پسر ۵ ساله‌اش، داگوبرت دوم، توسط وزیر دربار، گریمولد مهتر، ربوده شد و پسر خود را پادشاه کرد و او را به یک صومعه ایرلندی تبعید کرد. داگوبرت نزد اسقف دیدو از پواتیه قرار گرفت، در حالی که پسر گریمولد، شیلدبرت تعمیدی، تاج و تخت اوسترازیا را به دست گرفت.

بریتانیا
- شاه اوسویو از نورثامبریا به پنگورن (ولز امروزی) حمله می‌کند و شاه سیندیلان را در نبردی در نزدیکی رودخانه ترنت می‌کشد. برادر سیندیلان، مورفائل، و بقیه خانواده سلطنتی به گلاستنینگ (وسکس) فرار می‌کنند.

- شاه اوتلوالد از دیرا به دلیل فرارش در نبرد وینوید توسط عمویش اوسویو از مقام خود برکنار می‌شود و پسر دومی، آلفریت، به عنوان پادشاه تابع در نورثامبریا متحد، جایگزین او می‌شود.

امپراتوری عربستان
- اولین جنگ داخلی اسلامی: شورش مسلحانه‌ای در مصر آغاز می‌شود؛ چندین هوادار مسلمان برای جلب حمایت به مدینه سفر می‌کنند و فتنه (به معنای واقعی کلمه "رد پای ایمان") آغاز می‌شود. گسترش مسلمانان با هدایت انرژی‌های رزمی نیروهای اسلامی به سمت داخل، متوقف می‌شود.

- ۱۷ ژوئن - عثمان بن عفان پس از ۱۱ سال سلطنت در مدینه به قتل می‌رسد. علی بن ابی طالب، پسرعمو و داماد حضرت محمد، جانشین او می‌شود و چهارمین خلیفه خلفای راشدین می‌شود. او کوفه (عراق) را پایتخت خود قرار می‌دهد، اما جانشینی مورد اختلاف است.

- ۸ دسامبر - نبرد جمل: اعراب شورشی تحت فرمان عایشه (بیوه محمد) شورشی را علیه علی آغاز می‌کنند. آنها در بصره شکست می‌خورند و عایشه به مدینه تبعید می‌شود. در طول نبرد، ۱۰۰۰۰ نفر جان خود را از دست می‌دهند و هر طرف به طور مساوی ضرر می‌کند. عبدالله بن سعد، والی مصر علیا، پس از ۱۲ سال حکومت که در آن همسایه‌اش، نوبیا، را شکست داده بود، درگذشت.

آسیا
- ملکه سایمی ژاپن کاخ جدیدی را در آسوکا (استان نارا) می‌سازد، زیرا محل اقامت سابقش آتش گرفته بود. این ساخت و ساز توسط مردم آن زمان "کانال دیوانه" نامیده می‌شود و باعث هدر رفتن زحمت ده‌ها هزار کارگر و مقدار زیادی پول شد.

پلی‌نزی
- ۲۴ سپتامبر - یک خورشیدگرفتگی کامل از جزیره ایستر قابل مشاهده است. خورشیدگرفتگی بعدی در این مکان تا ۱۱ ژوئیه ۲۰۱۰ رخ نخواهد داد.

بر اساس موضوع
دین
- ژونگ زونگ، هفتمین پسر امپراتور چین، گائو زونگ، به عنوان ولیعهد منصوب می‌شود. عمارت مجلل و باشکوه او در چانگ‌آن در دوران سلسله تانگ (تاریخ تقریبی) به یک صومعه تائوئیسم تبدیل می‌شود.

- معبد یاساکا در منطقه گیون کیوتو (ژاپن) ساخته می‌شود.

## زادگان[۱]
- هوبرتوس، اسقف لیژ (تاریخ تقریبی)

- ژونگ زونگ، امپراتور سلسله تانگ (متوفی ۷۱۰)

## درگذشتگان[۱]
- ۲۰ ژوئن – عثمان بن عفان، خلیفه مسلمان (متولد ۵۷۷)

- عبدالله بن سعد، فرماندار عرب

- کروندمال اربویلک(Crundmáel Erbuilc)، پادشاه اوی سینزلیگ(Uí Ceinnselaig) (ایرلند)

- کوی دونلی، ژنرال سلسله تانگ (متولد ۵۹۶)

- سیندیلان، پادشاه پنگورن (ولز)

- لی دائوزونگ، شاهزاده سلسله تانگ

- پئادا، پادشاه مرسیا (میدلندز)

- زیگبرت سوم، پادشاه اوسترازیا (یا ۶۶۰)

- زبیر بن عوام، ژنرال عرب (متولد ۵۹۴) (شهید)

‎